# Дели Абдулла-паша
Дели Абдулла-паша (тур. Deli Abdullah Paşa) — великий визирь Османской империи с 10 ноября 1822 года до 30 марта 1823 года.

## Биография
Родился в семье гребца и лодочника Али Ага, много лет катался на лодках вместе со своим отцом и греб на веслах в море. Он стал начальником службы безопасности Османской империи в 1809 году с приходом на престол Махмуда II. Он также был главным садовником до 1815 года. Но когда он увидел, что не может служить так, как он хотел, он уволился. В феврале 1815 года он удалился в свой дом в городе Ченгелькёй, имея достаточно денег для жизни. 
В 1819 году он был назначен капитаном-адмиралом в звании визиря. Находясь на этом посту, он сдерживал моряков-галеонов, славившихся в то время своей бравадой, различными безобразиями и грубостью, запугивал тех, кто устраивал хаос, и сумел сохранить дисциплину. Однако в 1821 году его снова уволили, поскольку он не разбирался в морском деле. После этого он был назначен санджак-беем Кютахьи и Афьонкарахисара при условии проживания в Стамбуле и назначили в береговую охрану Босфора.
После увольнения Хаджы Салиха-паши в 1822 году его пригласили во дворец и он был назначен на должность великого визиря. Абдулла-паша заявил, что не может принять печать великого визиря, пока не получит указ об убийстве стрелка Халета Эфенди, который позабавил великих визирей своим вмешательством в государственные дела, и, настояв на своем условии, Махмуд II был вынужден принести в жертву Халет Эфенди. Абдулла-паша принял назначение великого визиря вместо Хаджы Салиха-паши 10 ноября 1822 года, после получения от султана указа о изгнании Халета Эфенди в Конью. Затем он отправил губернатору Коньи Галип-паше смертный приговор Халет Эфенди, который своими амбициями нанес урон государству.
Во время своего пребывания на посту великого визиря он заслужил признательность султана за свои усилия по тушению пожара в Топхане, но был уволен 30 марта 1823 года, после четырехмесячного срока на посту великого визиря, из-за своей слабости. 
После увольнения его отправили в санджак Измит, в котором 15 декабря 1823 года он скончался от болезни.
Дели Абдулла-паша был честным, трудолюбивым и доброжелательным человеком. Он также прославился своим прозвищем «Сумасшедший» за то, что безжалостно расправлялся с мятежниками и плохими людьми.